# لغات الجزر العذراء الأمريكية
الجزر العذراء الأمريكية دولة تقع في البحر الكاريبي وتتبع الولايات المتحدة الأمريكية، لغتها الرسمية هي الإنجليزية لكن الجزر لها كريولها (en) الخاص بها.

## لغة منقرضة
- اللغة الهولندية الزنجية (en) هي لغة بائدة كانت مستخدمة في الجزر.[2]

## لغات أخرى
من اللغات الأخرى والتي يتكلمها الوافدون إلى الجزر العذراء:
- الفرنسية
- الإسبانية
- البابيامنتو